# Elecciones estatales del Estado de México de 2023
Las elecciones del Estado de México de 2023, organizadas por el Instituto Electoral del Estado de México (IEEM) en coordinación con el Instituto Nacional Electoral (INE), se llevaron a cabo el domingo 4 de junio de 2023. En ellas se renovó el cargo de gobernador del Estado de México, electo para un periodo de seis años sin posibilidad de reelección. La ganadora de estas elecciones, es la candidata Delfina Gómez Álvarez de la coalición Juntos Hacemos Historia en el Estado de México, integrada por los partidos Morena, PT y PVEM.
Estas votaciones significaron un hecho histórico para el Estado de México, al ser la primera vez que el mismo eligió a una mujer como su gobernante. Además, también fue la primera vez en 94 años en que el Partido Revolucionario Institucional (PRI) perdió el poder sobre el territorio mexiquense.

## Organización

### Partidos políticos
En las elecciones estatales tienen derecho a participar ocho partidos políticos. Siete son partidos políticos nacionales: Partido Acción Nacional, Partido Revolucionario Institucional, Partido de la Revolución Democrática, Partido del Trabajo, Partido Verde Ecologista de México, Movimiento Ciudadano y Movimiento Regeneración Nacional. Y un partido político local: Nueva Alianza Estado de México.

### Proceso electoral
El periodo para la designación de candidatos de cada partido es del 14 de enero de 2023 al 12 de febrero, mientras que el registro para candidatos independientes inicia el 15 de diciembre de 2022 y concluye el 12 de febrero de 2023. La campaña electoral inicia el 3 de abril de 2023 y se extiende por ocho semanas, hasta el 31 de mayo. El 20 de abril y el 18 de mayo se realizan dos debates en la Sala del Consejo General del Instituto Electoral del Estado de México, en la ciudad de Toluca. Las elecciones se realizan el domingo 4 de junio de 2023, desde las 8 de la mañana hasta las 6 de la tarde.

## Candidaturas y coaliciones

### Va por el Estado de México
En junio de 2022, el Partido Acción Nacional, el Partido Revolucionario Institucional y el Partido de la Revolución Democrática acordaron presentarse en coalición en las elecciones estatales bajo la alianza «Va por México».
El 5 de agosto de 2022, el presidente del Partido Acción Nacional, Marko Cortés Mendoza, anunció que su partido postularía como gobernador a Enrique Vargas del Villar, diputado del Congreso del Estado de México. Y el 10 de agosto, el Partido de la Revolución Democrática anunció su intención de postular al diputado estatal, Omar Ortega, para el mismo cargo.  El dirigente nacional del PRD, Jesús Zambrano Grijalva, pidió que se realice un debate entre los aspirantes postulados por cada partido para designar al candidato de la coalición.
El 20 de octubre, el Partido Revolucionario Institucional seleccionó como candidata a Alejandra del Moral, diputada del Congreso del Estado de México. El 12 de enero de 2023 Enrique Vargas y Omar Ortega declinan sus postulaciones para la gubernatura a favor de Alejandra del Moral.
El 12 de enero de 2023, se sumó el partido local Nueva Alianza Estado de México a la coalición Va por el Estado de México.
El 21 de marzo de 2023, la coalición Va por el Estado de México, conformada por PAN, PRI, PRD y Nueva Alianza, solicitó ante el Instituto Electoral del Estado de México el registro de Alejandra del Moral como su candidata a la gubernatura de la entidad.

### Juntos Hacemos Historia en el Estado de México
En enero de 2023, el partido Movimiento Regeneración Nacional (Morena), el Partido del Trabajo (PT) y el Partido Verde Ecologista de México (PVEM) acordaron presentar una candidatura común para las elecciones estatales bajo la alianza «Juntos Hacemos Historia». Adicionalmente contemplaron incorporar al partido Nueva Alianza Estado de México a la coalición. Previamente el Partido Verde había planteado la posibilidad de competir en solitario.
En julio de 2022, Morena inició su proceso de selección para su candidatura, al cual se registraron sesenta y siete aspirantes. Del total de interesados, la dirigencia del partido seleccionó a tres candidatos varones y a tres mujeres que consideró los más aptos para competir por la gubernatura. El 20 de julio, el partido anunció como finalistas del proceso de selección a Delfina Gómez Álvarez, secretaria de Educación Pública; Horacio Duarte, titular de la Agencia Nacional de Aduanas; Higinio Martínez Miranda, senador de la República; Fernando Vilchis, presidente municipal de Ecatepec de Morelos; Xóchitl Zagal, titular de la Secretaría de Organización Nacional de Morena; e Hilda Ramírez Mota. El 4 de agosto, el partido anunció que la ganadora del proceso era Delfina Gómez.

### Movimiento Ciudadano
El partido Movimiento Ciudadano decidió no formar coaliciones para competir en la elección estatal.
El 6 de marzo de 2023, a través del senador y coordinador estatal de Movimiento Ciudadano, Juan Zepeda Hernández, anuncia que el instituto político nuevamente no participará en la contienda por la gubernatura del Estado de México, como ocurrió en 2017.

## Encuestas para la gubernatura

### Por partido político
| Gráfico no disponible temporalmente debido a problemas técnicos. |                                                                  |
|                                                                  | Gráfico no disponible temporalmente debido a problemas técnicos. |

| Encuestadora               | Fecha de realización             | Muestra |       |       |       |      |      |       |       | O/N/NS/NC | MDE   |
| -------------------------- | -------------------------------- | ------- | ----- | ----- | ----- | ---- | ---- | ----- | ----- | --------- | ----- |
| Encuestadora               | Fecha de realización             | Muestra |       |       |       |      |      |       |       | O/N/NS/NC | MDE   |
| Campaigns & Elections      | 19 de octubre de 2021            | 400     | 24%   | 20%   | 3%    | —    | —    | 4%    | 40%   | 9%        | ±4.9% |
| Massive Caller             | 9 de noviembre de 2021           | —       | 21.1% | 23.9% | 1.1%  | —    | 3.2% | 1.9%  | 31.7% | 17.1%     | —     |
| Campaigns & Elections      | 17 de enero de 2022              | 400     | 29%   | 16%   | 2%    | —    | —    | 5%    | 42%   | 6%        | ±4.9% |
| Campaigns & Elections      | 8 de marzo de 2022               | 400     | 29%   | 19%   | 2%    | —    | —    | 4%    | 40%   | 6%        | ±4.9% |
| Mendoza Blanco & Asociados | 25 a 28 de marzo de 2022         | 1500    | 7.4%  | 19.4% | 3.4%  | 2.4% | 3%   | 4.9%  | 39.5% | 20%       | ±2.7% |
| Massive Caller             | 30 de marzo de 2022              | 1000    | 21.6% | 18.8% | 1.3%  | —    | 5.3% | 1.7%  | 32.2% | 19.1%     | ±3.4% |
| La Encuesta MX             | 28 de marzo a 2 de abril de 2022 | 1000    | 14.1% | 29.1% | —     | —    | —    | 21.3% | 29.9% | 5.6%      | ±3.5% |
| La Encuesta MX             | 26 de abril a 1 de mayo de 2022  | 1000    | 13.5% | 30.2% | —     | —    | —    | 22.3% | 28.1% | 5.9%      | ±3.5% |
| La Encuesta MX             | 9 a 13 de junio de 2022          | 1000    | 8.1%  | 26.1% | 11.6% | —    | 2.6% | 18%   | 28.2% | 5.4%      | ±3.5% |
| El Financiero              | 13 a 16 de junio de 2022         | 600     | 15%   | 19%   | 4%    | 2%   | 4%   | 8%    | 40%   | 8%        | ±4%   |
| Campaigns & Elections      | 19 de junio de 2022              | 400     | 25%   | 18%   | 1%    | 1%   | 1%   | 5%    | 38%   | 11%       | ±4.9% |
| Grupo Impacto              | 23 a 26 de junio de 2022         | 600     | 4%    | 9%    | 2%    | —    | —    | —     | 35%   | 50%       | ±3.9% |
| Mendoza Blanco & Asociados | 24 a 27 de junio de 2022         | 1500    | 9%    | 21.8% | 3.6%  | 2.1% | 3.3% | 3.7%  | 40%   | 16.5%     | ±2.7% |
| El Economista              | 26 a 28 de junio de 2022         | 1000    | 15.6% | 15.8% | 1.1%  | 0.6% | 0.8% | 5.6%  | 33.7% | 26.8%     | ±3.5% |
| La Encuesta MX             | 2 a 4 de julio de 2022           | 1000    | 13.8% | 21.9% | 6.9%  | 3.1% | 4.2% | 12.5% | 31.8% | 5.8%      | ±3.5% |
| Campaigns & Elections      | 11 de julio de 2022              | 400     | 26%   | 27%   | 2%    | 0%   | 0%   | 1%    | 44%   | —         | ±4.9% |
| El Financiero              | 14 a 18 de julio de 2022         | 600     | 16%   | 16%   | 7%    | 3%   | 7%   | 10%   | 38%   | 3%        | ±4%   |
| Grupo Impacto              | 22 a 26 de julio de 2022         | 1000    | 19%   | 18%   | 4%    | 1%   | 1%   | 2%    | 44%   | 11%       | ±3%   |
| Campaigns & Elections      | 24 de julio de 2022              | 400     | 22%   | 29%   | 1%    | 1%   | 1%   | 2%    | 44%   | —         | ±4.9% |
| Campaigns & Elections      | 8 de agosto de 2022              | 400     | 25%   | 29%   | 0%    | —    | —    | 4%    | 35%   | 7%        | ±4.9% |
| Rubrum                     | 22 de agosto de 2022             | 1000    | 18.5% | 19.7% | 2.1%  | —    | —    | 5.4%  | 42.6% | 11.7%     | ±3.8% |
| Grupo Impacto              | 25 a 29 de agosto de 2022        | 1000    | 20%   | 21%   | 6%    | 1%   | —    | 2%    | 42%   | 8%        | ±3%   |
| Electoralia                | 25 al 30 de agosto de 2022       | 8400    | 21%   | 22%   | 1%    | 1%   | 1%   | 3%    | 40%   | 11%       | ±5%   |
| Campaigns & Elections      | 31 de agosto de 2022             | 400     | 19%   | 31%   | 2%    | —    | —    | 8%    | 34%   | 6%        | ±4.9% |
| Campaigns & Elections      | 14 de septiembre de 2022         | 400     | 22%   | 28%   | 1%    | —    | —    | 3%    | 38%   | 8%        | ±4.9% |
| Rubrum                     | 23 de septiembre de 2022         | 1000    | 19%   | 20.3% | 3%    | —    | —    | 3.1%  | 43.3% | 11.3%     | ±3.8% |
| El Financiero              | 29 de septiembre de 2022         | —       | 16%   | 21%   | 3%    | 2%   | 5%   | 9%    | 39%   | 5%        | —     |
| Campaigns & Elections      | 5 de octubre de 2022             | 400     | 24%   | 27%   | 5%    | —    | —    | 6%    | 31%   | 7%        | ±4.9% |
| Rubrum                     | 10 de octubre de 2022            | 1000    | 19.1% | 21.8% | 2.9%  | —    | —    | 3.3%  | 42%   | 10.9%     | ±3.8% |
| Grupo Impacto              | 12 a 16 de octubre de 2022       | 1000    | 13%   | 15%   | 2%    | 4%   | 3%   | 2%    | 36%   | 25%       | ±3%   |
| Demoscopia digital         | 20 de octubre de 2022            | 1000    | 16.4% | 15.9% | 1.3%  | 1.5% | 1.1% | 6.1%  | 31.6% | 26.1%     | ±3.9% |
| Campaigns & Elections      | 25 de octubre de 2022            | 400     | 23%   | 25%   | 3%    | —    | —    | 7%    | 34%   | 8%        | ±4.9% |
| Rubrum                     | 28 de octubre de 2022            | 1000    | 21.6% | 22%   | 1.9%  | —    | —    | 3.5%  | 42.6% | 8.4%      | ±3.8% |
| El Financiero              | 28 a 30 de octubre de 2022       | 600     | 19%   | 20%   | 7%    | 2%   | 5%   | 8%    | 36%   | 3%        | ±4%   |
| Grupo Impacto              | 5 a 9 de noviembre de 2022       | 1000    | 15%   | 19%   | 3%    | 4%   | 5%   | 3%    | 38%   | 13%       | ±3%   |
| Campaigns & Elections      | 9 de noviembre de 2022           | 400     | 23%   | 24%   | 3%    | —    | —    | 7%    | 36%   | 7%        | ±4.9% |
| Reforma                    | 11 de noviembre de 2022          | 1000    | 16%   | 22%   | 3%    | 2%   | 3%   | 4%    | 49%   | 1%        | ±3.7% |
| Rubrum                     | 11 de noviembre de 2022          | 1000    | 18.3% | 21.7% | 2.5%  | —    | —    | 3%    | 43%   | 11.5%     | ±3.8% |
| Campaigns & Elections      | 21 de noviembre de 2022          | 400     | 20%   | 24%   | 2%    | 1%   | 6%   | 7%    | 40%   | —         | —     |
| Grupo Impacto              | 1 de diciembre de 2022           | 1000    | 15%   | 21%   | 3%    | 3%   | 4%   | 2%    | 40%   | 12%       | ±3%   |

### Por candidato
|  | Gráfico no disponible temporalmente debido a problemas técnicos. |

| Encuestadora            | Fecha de realización     | Muestra | Del Moral | Gómez  | O/N/NS/NC | MDE    |
| ----------------------- | ------------------------ | ------- | --------- | ------ | --------- | ------ |
| Encuestadora            | Fecha de realización     | Muestra |           |        | O/N/NS/NC | MDE    |
| La Encuesta MX          | 3-5 de enero de 2023     | 1000    | 37.8%     | 48.9%  | 13.3%     | ±3.5%  |
| Campaigns & Elections   | 4 de enero de 2023       | 400     | 33%       | 40%    | 27%       | ±4.9%  |
| Grupo Impacto           | 6-11 de enero de 2023    | 1000    | 16%       | 38%    | 46%       | ±3%    |
| Rubrum                  | 10 de enero de 2023      | 1000    | 36.1%     | 42.4%  | 21.5%     | ±3.8%  |
| Demoscopia digital      | 24 de enero de 2023      | 2400    | 27.3%     | 45.9%  | 26.8%     | ±3.8%  |
| Votia                   | 26 de enero de 2023      | 1000    | 29%       | 45%    | 26%       | ±3.5%  |
| El Financiero           | 30 de enero de 2023      | 600     | 37%       | 45%    | 18%       | ±4%    |
| Campaigns & Elections   | 31 de enero de 2023      | 400     | 31%       | 45%    | 24%       | ±4.9%  |
| CEPLAN                  | 1 de febrero de 2023     | 2051    | 22.4%     | 47.1%  | 30.5%     | ±2.1%  |
| Covarrubias y Asociados | 6 de febrero de 2023     | 1200    | 29%       | 46%    | 25%       | ±2.83% |
| Enkoll                  | 9 de febrero de 2023     | 1215    | 30%       | 45%    | 25%       | ±2.8%  |
| Demoscopia Digital      | 9 de febrero de 2023     | 2000    | 28.1%     | 46.4%  | 25.5%     | ±3.8%  |
| Berumen                 | 13 de febrero de 2023    | 1204    | 32%       | 49%    | 19%       | ±3%    |
| Rubrum                  | 14 de febrero de 2023    | 1000    | 37.5%     | 45%    | 17.5%     | ±3.8%  |
| Campaigns & Elections   | 14 de febrero de 2023    | 400     | 30%       | 45%    | 25%       | ±4.9%  |
| Massive Caller          | 14 de febrero de 2023    | 1000    | 31.3%     | 40.8%  | 27.9%     | ±3.4%  |
| La Encuesta MX          | 13-15 de febrero de 2023 | 1000    | 40.1%     | 46.9%  | 13%       | ±3.5%  |
| Rubrum                  | 21 de febrero de 2023    | 1000    | 37%       | 47%    | 16%       | ±3.8%  |
| Massive Caller          | 22 de febrero de 2023    | 1000    | 32.8%     | 39.6%  | 27.6%     | ±3.4%  |
| MEBA                    | 22 de febrero de 2023    | 1000    | 30.7%     | 46%    | 23.3%     | ±3.3%  |
| Reforma                 | 23 de febrero de 2023    | 1000    | 41%       | 55%    | 4%        | ±3.7 % |
| Rubrum                  | 28 de febrero de 2023    | 1000    | 36.5%     | 47.1%  | 16.4%     | ±3.8%  |
| La Encuesta MX          | 26-28 de febrero de 2023 | 1000    | 39.1%     | 45.7%  | 15.2%     | ±3.5%  |
| Massive Caller          | 1 de marzo de 2023       | 1000    | 31.5%     | 40.8%  | 27.7%     | ±3.4%  |
| Votia                   | 1 de marzo de 2023       | 1000    | 30%       | 47%    | 23%       | ±3.5%  |
| SIMO Consulting         | 6 de marzo de 2023       | 1000    | 38%       | 46%    | 16%       | ±3.1%  |
| Campaigns & Elections   | 7 de marzo de 2023       | 400     | 34%       | 50%    | 16%       | ±4.9%  |
| Rubrum                  | 7 de marzo de 2023       | 1000    | 37.7%     | 48.5%  | 13.8%     | ±3.8%  |
| Massive Caller          | 8 de marzo de 2023       | 1000    | 32.6%     | 39.5%  | 27.9%     | ±3.4%  |
| Demoscopia Digital      | 10 de marzo de 2023      | 1000    | 27.4%     | 49.8%  | 22.8%     | ±3.8%  |
| Covarrubias y Asociados | 10 de marzo de 2023      | 1200    | 28%       | 44%    | 28%       | ±2.83% |
| Mitofsky                | 13 de marzo de 2023      | 1200    | 32.6%     | 42.2%  | 25.2%     | ±2.8%  |
| Campaigns & Elections   | 14 de marzo de 2023      | 400     | 35%       | 51%    | 14%       | ±4.9%  |
| Rubrum                  | 14 de marzo de 2023      | 1000    | 38%       | 49.2%  | 12.8%     | ±3.8%  |
| Massive Caller          | 15 de marzo de 2023      | 1000    | 34.3%     | 38.4%  | 27.3%     | ±3.4%  |
| La Encuesta MX          | 15 de marzo de 2023      | 1000    | 44.8%     | 51.3%  | 3.9%      | ±3.5%  |
| Parametría              | 15 de marzo de 2023      | 1200    | 25%       | 45%    | 30%       | ±2.8%  |
| México Elige            | 18 de marzo de 2023      | 6606    | 39.3%     | 49.6%  | 11.1%     | ±1.4%  |
| Rubrum                  | 21 de marzo de 2023      | 1000    | 38.3%     | 49%    | 12.7%     | ±3.8%  |
| Massive Caller          | 22 de marzo de 2023      | 1000    | 33.5%     | 39.3%  | 27.2%     | ±3.4%  |
| CEPLAN                  | 22 de marzo de 2023      | 2061    | 24.3%     | 56.4%  | 19.3%     | ±2.1%  |
| Demoscopia digital      | 26 de marzo de 2023      | 1000    | 29.3%     | 50.2%  | 20.5%     | ±3.9%  |
| El Financiero           | 27 de marzo de 2023      | 1320    | 41%       | 59%    | —         | —      |
| Rubrum                  | 28 de marzo de 2023      | 1000    | 40.3%     | 48.9%  | 10.8%     | ±3.8%  |
| Campaigns & Elections   | 28 de marzo de 2023      | 400     | 33%       | 50%    | 17%       | ±4.9%  |
| Target Consulting       | 28 de marzo de 2023      | 1200    | 34.6%     | 49.2%  | 16.2%     | ±2.8%  |
| Enkoll                  | 28 de marzo de 2023      | 1216    | 32%       | 47%    | 21%       | ±2.83% |
| Massive Caller          | 29 de marzo de 2023      | 1000    | 34.6%     | 40.5%  | 24.9%     | ±3.4%  |
| Berumen                 | 29 de marzo de 2023      | 1244    | 32%       | 48%    | 21%       | ±3%    |
| Mitofsky                | 30 de marzo de 2023      | 1000    | 32%       | 44.3%  | 23.7%     | ±3.1%  |
| El Heraldo de México    | 31 de marzo de 2023      | 1000    | 33.2%     | 47.7%  | 19.1%     | ±3.1%  |
| La Encuesta MX          | 1 de abril de 2023       | 2500    | 44.4%     | 52.1%  | 3.5%      | ±3.5%  |
| Massive Caller          | 3 de abril de 2023       | 1000    | 34.9%     | 42.3%  | 22.8%     | ±3.4%  |
| Cripeso                 | 3 de abril de 2023       | 1288    | 43.49%    | 54.7%  | 1.8%      | ±2.9%  |
| Rubrum                  | 4 de abril de 2023       | 1000    | 40%       | 48.1%  | 11.9%     | ±3.8%  |
| MEBA                    | 5 de abril de 2023       | 1330    | 33.1%     | 47.5%  | 19.4%     | ±2.8%  |
| Campaigns & Elections   | 11 de abril de 2023      | 400     | 32%       | 49%    | 19%       | ±4.9%  |
| Votia                   | 12 de abril de 2023      | 1000    | 31%       | 53%    | 16%       | ±3.1%  |
| Rubrum                  | 15 de abril de 2023      | 1000    | 37.9%     | 47.4%  | 14.7%     | ±3.8%  |
| La Encuesta MX          | 15 de abril de 2023      | 1000    | 45.7%     | 50.6%  | 3.7%      | ±3.5%  |
| Massive Caller          | 16 de abril de 2023      | 1000    | 35.4%     | 42.6%  | 22%       | ±3.4%  |
| El Heraldo de México    | 20 de abril de 2023      | 1000    | 34.7%     | 48.1%  | 17.2%     | ±3.1%  |
| Massive Caller          | 22 de abril de 2023      | 1000    | 36.1%     | 41.5%  | 22.4%     | ±3.4%  |
| Rubrum                  | 22 de abril de 2023      | 1000    | 39.1%     | 43%    | 17.9%     | ±3.8%  |
| Campaigns & Elections   | 25 de abril de 2023      | 400     | 33%       | 49%    | 18%       | ±4.9%  |
| El Financiero           | 25 de abril de 2023      | 500     | 42%       | 58%    | —         | —      |
| Covarrubias y Asociados | 27 de abril de 2023      | 1200    | 28%       | 46%    | 26%       | ±2.83% |
| Reforma                 | 28 de abril de 2023      | 1000    | 43%       | 57%    | —         | ±4%    |
| Enkoll                  | 2 de mayo de 2023        | 1218    | 35%       | 53%    | 12%       | ±2.8%  |
| Parametría              | 2 de mayo de 2023        | 1200    | 38%       | 59%    | 3%        | ±2.8%  |
| Rubrum                  | 3 de mayo de 2023        | 1000    | 38.3%     | 43.6%  | 18.1%     | ±3.8%  |
| Massive Caller          | 3 de mayo de 2023        | 1000    | 38.2%     | 43.1%  | 18.7%     | ±3.4%  |
| La Encuesta MX          | 3 de mayo de 2023        | 1000    | 44.5%     | 51.1%  | 4.4%      | ±3.5%  |
| MEBA                    | 11 de mayo de 2023       | 1000    | 38.1%     | 61.9%  | —         | ±3.3%  |
| Cripeso                 | 12 de mayo de 2023       | 1312    | 43.29%    | 55.48% | 1.23%     | ±2.71% |
| Votia                   | 12-14 de mayo de 2023    | 1000    | 31%       | 54%    | 15%       | ±3.1%  |
| Rubrum                  | 15 de mayo de 2023       | 1000    | 38%       | 42.1%  | 19.9%     | ±3.8%  |
| Massive Caller          | 15 de mayo de 2023       | 1000    | 39.8%     | 44.2%  | 16%       | ±3.4%  |
| La Encuesta MX          | 16 de mayo de 2023       | 2500    | 44.3%     | 49.3%  | 6.4%      | ±3.5%  |
| El Heraldo de México    | 18 de mayo de 2023       | 1000    | 39.2%     | 51.4%  | 9.4%      | ±3.1%  |
| Berumen                 | 18 de mayo de 2023       | 1228    | 41%       | 59%    | —         | ±3%    |
| Campaigns & Elections   | 22 de mayo de 2023       | 400     | 35%       | 50%    | 15%       | ±4.9%  |
| Covarrubias y Asociados | 26 de mayo de 2023       | 1200    | 29%       | 48%    | 23%       | ±2.83% |
| El Financiero           | 29 de mayo de 2023       | 800     | 43%       | 57%    | —         | ±3.5%  |
| Enkoll                  | 29 de mayo de 2023       | 1223    | 36%       | 50%    | 14%       | ±2.83% |
| El Heraldo de México    | 30 de mayo de 2023       | 1000    | 43.2%     | 55.1%  | 1.7%      | ±3.1%  |
| Campaigns & Elections   | 31 de mayo de 2023       | 400     | 44%       | 56%    | —         | ±4.9%  |
| Reforma                 | 31 de mayo de 2023       | 1000    | 45%       | 55%    | —         | ±3.6%  |
| Massive Caller          | 31 de mayo de 2023       | 1000    | 41.5%     | 47.6%  | 10.9%     | ±3.4%  |
| La Encuesta MX          | 31 de mayo de 2023       | 2500    | 45.8%     | 48.9%  | 5.3%      | ±3.5%  |
| Rubrum                  | 31 de mayo de 2023       | 1000    | 45.2%     | 54.8%  | —         | ±3.8%  |
| Parametría              | 31 de mayo de 2023       | 1200    | 35%       | 49%    | 16%       | ±2.8%  |

## Controversias
El Tribunal Electoral del Estado de México (TEEM) impuso una sanción a una serie de casas encuestadoras por difundir encuestas falsas que otorgaban una ventaja ficticia a la candidata Delfina Gómez Álvarez.
Los magistrados del tribunal tomaron una decisión unánime al respecto, y las empresas encuestadoras involucradas en este acto fueron: Mendoza Blanco y Asociados, SC; Enkol-logía; Electoralia, Datos Eficientes, Decisiones Inteligentes; Gobernarte, SC; Demoscopía Digital, SA de CV; y Votia Sistemas de Información, SA de CV.
Se señaló que no siguieron una metodología adecuada para llevar a cabo los estudios de opinión, dichas casas encuestadoras sancionadas le daban ventaja a la candidata de Morena de 20 a 26 puntos sobre su adversaria Alejandra del Moral, una diferencia muy por arriba del margen de victoria en el resultado oficial que fue de 8.18 puntos porcentuales que separaron a la Morenista de la Priista.
El 13 septiembre del mismo año, los magistrados de la Sala Superior del Tribunal Electoral del Poder Judicial de la Federación (TEPJF), respaldaron por unanimidad la sanción que impuso el Tribunal Electoral del Estado de México a  dichas encuestadoras por difundir resultados sesgados a favor de la entonces candidata de  Morena, PVEM y PT a la gubernatura del Estado de México, Delfina Gómez Álvarez.

## Resultados
|  | 35.23 % |

|  | 52.71 % |

|  | 10.06 % |

|  | 7.42 % |

|  | 28.21 % |

|  | 44.53 % |

|  | 11.34 % |

|  | 3.00 % |

|  | 1.97 % |

|  | 0.14 % |

|  | 97.38 % |

|  | 2.62 % |

|  | 50.05 % |

### Resultados por municipio
| Municipio                   | Del Moral | Del Moral | Gómez     | Gómez  | Candidaturas no registradas | Candidaturas no registradas | Nulos   | Nulos | Total     | Total  |
| Municipio                   | Votos     | %         | Votos     | %      | Votos                       | %                           | Votos   | %     | Votos     |        |
| --------------------------- | --------- | --------- | --------- | ------ | --------------------------- | --------------------------- | ------- | ----- | --------- | ------ |
| Municipio                   | Acambay   | 12,315    | 41.10%    | 16,696 | 55.71%                      | 33                          | 0.11%   | 923   | 3.08%     | 29,967 |
| Acolman                     | 19,387    | 41.70%    | 25,944    | 55.80% | 47                          | 0.10%                       | 1,114   | 2.40% | 46,492    |        |
| Aculco                      | 9,293     | 41.10%    | 12,592    | 55.68% | 18                          | 0.08%                       | 710     | 3.14% | 22,613    |        |
| Almoloya de Alquisiras      | 3,622     | 43.22%    | 4,531     | 54.07% | 2                           | 0.02%                       | 225     | 2.68% | 8,380     |        |
| Almoloya de Juárez          | 36,619    | 48.79%    | 35,731    | 47.61% | 35                          | 0.05%                       | 2,662   | 3.55% | 75,047    |        |
| Almoloya del Río            | 2,474     | 40.28%    | 3,503     | 57.03% | 0                           | 0.0%                        | 165     | 2.69% | 6,142     |        |
| Amanalco                    | 6,225     | 54.42%    | 4,894     | 42.79% | 5                           | 0.04%                       | 314     | 2.75% | 11,438    |        |
| Amatepec                    | 5,160     | 38.69%    | 7,742     | 58.04% | 13                          | 0.10%                       | 423     | 3.17% | 13,338    |        |
| Amecameca                   | 10,064    | 40.31%    | 14,267    | 57.15% | 26                          | 0.10%                       | 606     | 2.43% | 24,964    |        |
| Apaxco                      | 3,533     | 31.28%    | 7,266     | 64.32% | 248                         | 2.20%                       | 249     | 2.20% | 11,296    |        |
| Atenco                      | 9,234     | 41.55%    | 12,493    | 56.21% | 12                          | 0.05%                       | 486     | 2.19% | 22,225    |        |
| Atizapán                    | 2,025     | 35.70%    | 3,489     | 61.51% | 4                           | 0.07%                       | 154     | 2.72% | 5,672     |        |
| Atizapán de Zaragoza        | 108,303   | 53.80%    | 88,250    | 43.84% | 170                         | 0.08%                       | 4600    | 2.28% | 201,323   |        |
| Atlacomulco                 | 21,662    | 42.95%    | 27,460    | 54.45% | 33                          | 0.07%                       | 1,279   | 2.54% | 50,434    |        |
| Atlautla                    | 4,603     | 39.00%    | 6,977     | 59.11% | 7                           | 0.06%                       | 217     | 1.84% | 11,804    |        |
| Axapusco                    | 5,796     | 46.23%    | 6,612     | 51.15% | 4                           | 0.04%                       | 335     | 2.59% | 12,927    |        |
| Ayapango                    | 2,080     | 51.07%    | 1,899     | 46.62% | 0                           | 0.00%                       | 94      | 2.31% | 4,073     |        |
| Calimaya                    | 14,137    | 51.38%    | 12,697    | 46.14% | 6                           | 0.02%                       | 677     | 2.46% | 27,517    |        |
| Capulhuac                   | 5,442     | 42.09%    | 7,181     | 55.55% | 9                           | 0.07%                       | 296     | 2.29% | 12,928    |        |
| Coacalco de Berriozábal     | 56,198    | 47.05%    | 60,291    | 50.48% | 112                         | 0.09%                       | 2,834   | 2.37% | 119,435   |        |
| Coatepec Harinas            | 6,848     | 48.16%    | 6,882     | 48.30% | 17                          | 0.12%                       | 502     | 3.52% | 14,249    |        |
| Cocotitlán                  | 2,373     | 34.09%    | 4,462     | 64.09% | 1                           | 0.01%                       | 126     | 1.81% | 6,962     |        |
| Coyotepec                   | 5,465     | 30.24%    | 12,174    | 67.37% | 25                          | 0.14%                       | 406     | 2.25% | 18,070    |        |
| Cuautitlán                  | 26,454    | 47.04%    | 28,467    | 50.62% | 66                          | 0.12%                       | 1,247   | 2.22% | 56,234    |        |
| Cuautitlán Izcalli          | 101,639   | 43.53%    | 125,823   | 53.89% | 310                         | 0.13%                       | 5,710   | 2.45% | 233,482   |        |
| Chalco                      | 42,100    | 37.15%    | 66,153    | 59.32% | 87                          | 0.08%                       | 3,178   | 2.85% | 111,518   |        |
| Chapa de Mota               | 7,346     | 48.53%    | 7,365     | 48.65% | 14                          | 0.09%                       | 413     | 2.73% | 15,138    |        |
| Chapultepec                 | 2,229     | 39.00%    | 3,379     | 59.13% | 3                           | 0.05%                       | 104     | 1.82% | 5,715     |        |
| Chiautla                    | 5,673     | 41.22%    | 7,793     | 56.62% | 26                          | 0.19%                       | 271     | 1.97% | 13,763    |        |
| Chicoloapan                 | 30,888    | 46.32%    | 33,780    | 50.66% | 115                         | 0.17%                       | 1,875   | 2.81% | 66,678    |        |
| Chiconcuac                  | 4,071     | 39.42%    | 6,055     | 58.63% | 10                          | 0.09%                       | 192     | 1.86% | 10,328    |        |
| Chimalhuacán                | 65,842    | 38.29%    | 101,148   | 58.82% | 239                         | 0.14%                       | 4,745   | 2.76% | 171,974   |        |
| Donato Guerra               | 6,782     | 40.08%    | 9,510     | 56.20% | 5                           | 0.03%                       | 625     | 3.69% | 16,922    |        |
| Ecatepec de Morelos         | 229,351   | 41.02%    | 312,751   | 55.94% | 1,447                       | 0.26%                       | 15,532  | 2.78% | 559,081   |        |
| Ecatzingo                   | 2,334     | 50.87%    | 2,161     | 47.10% | 2                           | 0.04%                       | 91      | 1.98% | 4,588     |        |
| Huehuetoca                  | 16,878    | 37.76%    | 26,760    | 59.86% | 30                          | 0.07%                       | 1,033   | 2.31% | 44,701    |        |
| Hueypoxtla                  | 7,668     | 39.86%    | 11,101    | 57.70% | 10                          | 0.05%                       | 460     | 2.39% | 19,239    |        |
| Huixquilucan                | 75,230    | 63.73%    | 40,130    | 34.00% | 401                         | 0.34%                       | 2,275   | 1.93% | 118,036   |        |
| Isidro Fabela               | 2,321     | 45.93%    | 2,606     | 51.57% | 3                           | 0.06%                       | 123     | 2.43% | 5,053     |        |
| Ixtapaluca                  | 52,997    | 35.99%    | 89,792    | 60.98% | 131                         | 0.09%                       | 4,335   | 2.94% | 147,255   |        |
| Ixtapan de la Sal           | 8,759     | 51.18%    | 7,694     | 44.96% | 5                           | 0.03%                       | 655     | 3.83% | 17,113    |        |
| Ixtapan del Oro             | 1,581     | 40.57%    | 2,239     | 57.45% | 3                           | 0.08%                       | 74      | 1.90% | 3,897     |        |
| Ixtlahuaca                  | 27,655    | 37.20%    | 44,545    | 59.93% | 39                          | 0.05%                       | 2,093   | 2.82% | 74,332    |        |
| Xalatlaco                   | 3,626     | 36.42%    | 6,122     | 61.49% | 8                           | 0.08%                       | 200     | 2.01% | 9,956     |        |
| Jaltenco                    | 4,620     | 39.93%    | 6,685     | 57.78% | 14                          | 0.12%                       | 251     | 2.17% | 11,570    |        |
| Jilotepec                   | 18,061    | 39.01%    | 27,001    | 58.32% | 14                          | 0.05%                       | 251     | 2.62% | 46,298    |        |
| Jilotzingo                  | 5,222     | 52.76%    | 4,431     | 44.77% | 5                           | 0.05%                       | 240     | 2.42% | 9,898     |        |
| Jiquipilco                  | 15,528    | 44.19%    | 18,515    | 52.69% | 11                          | 0.03%                       | 1,085   | 3.09% | 35,139    |        |
| Jocotitlán                  | 13,986    | 38.93%    | 20,980    | 58.39% | 20                          | 0.06%                       | 942     | 2.62% | 35,928    |        |
| Joquicingo                  | 2,933     | 41.80%    | 3,911     | 55.74% | 1                           | 0.01%                       | 171     | 2.44% | 7,016     |        |
| Juchitepec                  | 4,316     | 38.09%    | 6,693     | 59.07% | 4                           | 0.04%                       | 317     | 2.80% | 11,330    |        |
| Lerma                       | 30,700    | 41.26%    | 41,715    | 56.06% | 396                         | 0.53%                       | 1,602   | 2.15% | 74,413    |        |
| Malinalco                   | 5,213     | 41.15%    | 6,998     | 55.25% | 16                          | 0.13%                       | 440     | 3.47% | 12,667    |        |
| Melchor Ocampo              | 7,857     | 35.67%    | 13,655    | 61.99% | 23                          | 0.10%                       | 494     | 2.24% | 22,029    |        |
| Metepec                     | 73,442    | 58.89%    | 47,964    | 38.46% | 545                         | 0.44%                       | 2,752   | 2.21% | 124,703   |        |
| Mexicaltzingo               | 2,522     | 44.11%    | 3,102     | 54.25% | 2                           | 0.03%                       | 92      | 1.61% | 5,718     |        |
| Morelos                     | 6,905     | 42.70%    | 8,759     | 54.17% | 9                           | 0.06%                       | 497     | 3.07% | 16,170    |        |
| Naucalpan de Juárez         | 174,124   | 53.98%    | 140,083   | 43.43% | 418                         | 0.13%                       | 7,918   | 2.45% | 322,543   |        |
| Nextlalpan                  | 6,509     | 31.79%    | 13,310    | 65.02% | 24                          | 0.12%                       | 628     | 3.07% | 20,471    |        |
| Nezahualcóyotl              | 162,107   | 41.26%    | 218,759   | 55.68% | 116                         | 0.28%                       | 10,871  | 2.77% | 392,853   |        |
| Nicolás Romero              | 52,908    | 39.25%    | 78,163    | 57.99% | 122                         | 0.09%                       | 3,604   | 2.67% | 134,797   |        |
| Nopaltepec                  | 2,423     | 45.71%    | 2,773     | 52.31% | 2                           | 0.04%                       | 103     | 1.94% | 5,301     |        |
| Ocoyoacac                   | 12,292    | 37.80%    | 19,466    | 59.85% | 52                          | 0.16%                       | 713     | 2.19% | 32,523    |        |
| Ocuilan                     | 5,152     | 40.84%    | 7,090     | 56.20% | 10                          | 0.08%                       | 364     | 2.89% | 12,616    |        |
| El Oro                      | 7,236     | 40.62%    | 10,096    | 56.67% | 7                           | 0.04%                       | 475     | 2.67% | 17,814    |        |
| Otumba                      | 6,885     | 43.01%    | 8,744     | 52.62% | 6                           | 0.04%                       | 374     | 2.33% | 16,009    |        |
| Otzoloapan                  | 1,038     | 36.52%    | 1,737     | 52.62% | 4                           | 0.14%                       | 63      | 2.22% | 2,842     |        |
| Otzolotepec                 | 13,874    | 41.06%    | 19,102    | 56.54% | 15                          | 0.04%                       | 795     | 2.35% | 33,786    |        |
| Ozumba                      | 4,091     | 35.46%    | 7,157     | 62.03% | 9                           | 0.08%                       | 280     | 2.43% | 11,537    |        |
| Papalotla                   | 1,386     | 46.70%    | 1,518     | 51.14% | 2                           | 0.07%                       | 62      | 2.09% | 2,968     |        |
| La Paz                      | 45,898    | 47.08%    | 48,929    | 50.20% | 107                         | 0.11%                       | 2,542   | 2.61% | 97,476    |        |
| Polotitlán                  | 3,512     | 47.35%    | 3,685     | 49.68% | 2                           | 0.03%                       | 218     | 2.94% | 7,417     |        |
| Rayón                       | 2,834     | 42.35%    | 3,735     | 55.81% | 3                           | 0.04%                       | 120     | 1.79% | 6,692     |        |
| San Antonio la Isla         | 4,513     | 39.18%    | 6,798     | 59.01% | 6                           | 0.06%                       | 202     | 1.75% | 11,519    |        |
| San Felipe del Progreso     | 28,529    | 48.75%    | 27,796    | 47.49% | 29                          | 0.05%                       | 2,171   | 3.71% | 58,525    |        |
| San Martín de las Pirámides | 5,464     | 42.44%    | 7,113     | 55.25% | 12                          | 0.09%                       | 285     | 2.21% | 12,874    |        |
| San Mateo Atenco            | 19,277    | 41.98%    | 25,545    | 55.64% | 49                          | 0.11%                       | 1,042   | 2.27% | 45,913    |        |
| San Simón de Guerrero       | 2,040     | 53.63%    | 1,685     | 44.29% | 0                           | 0.00%                       | 2,171   | 2.08% | 5,896     |        |
| Santo Tomás                 | 2,447     | 49.04%    | 2,426     | 48.62% | 1                           | 0.02%                       | 116     | 2.32% | 4,990     |        |
| Soyaniquilpan de Juárez     | 4,648     | 57.80%    | 3,237     | 40.25% | 2                           | 0.02%                       | 155     | 1.93% | 8,042     |        |
| Sultepec                    | 5,172     | 43.44%    | 6,288     | 52.81% | 10                          | 0.08%                       | 436     | 3.66% | 11,906    |        |
| Tecámac                     | 72,380    | 39.87%    | 104,401   | 57.50% | 235                         | 0.13%                       | 4,531   | 2.50% | 181,547   |        |
| Tejupilco                   | 15,015    | 46.58%    | 16,360    | 50.75% | 16                          | 0.05%                       | 844     | 2.62% | 32,235    |        |
| Temamatla                   | 2,527     | 45.08%    | 2,929     | 52.26% | 3                           | 0.05%                       | 146     | 2.60% | 5,605     |        |
| Temascalapa                 | 8,569     | 48.48%    | 8,729     | 49.39% | 9                           | 0.05%                       | 367     | 2.08% | 17,674    |        |
| Temascalcingo               | 11,745    | 36.82%    | 19,026    | 59.64% | 17                          | 0.05%                       | 112     | 3.49% | 31,900    |        |
| Temascaltepec               | 8,353     | 53.26%    | 6,871     | 43.81% | 7                           | 0.04%                       | 451     | 2.88% | 15,682    |        |
| Temoaya                     | 17,514    | 42.48%    | 22,510    | 54.60% | 13                          | 0.03%                       | 1,190   | 2.89% | 41,227    |        |
| Tenancingo                  | 15,985    | 39.08%    | 23,572    | 57.63% | 35                          | 0.09%                       | 1,307   | 3.20% | 40,899    |        |
| Tenango del Aire            | 2,425     | 44.07%    | 2,933     | 53.30% | 3                           | 0.05%                       | 142     | 2.58% | 5,503     |        |
| Tenango del Valle           | 13,136    | 38.76%    | 19,658    | 58.01% | 22                          | 0.06%                       | 1,072   | 3.16% | 33,888    |        |
| Teoloyucan                  | 13,754    | 39.12%    | 20,733    | 58.97% | 27                          | 0.08%                       | 643     | 1.83% | 35,157    |        |
| Teotihuacán                 | 10,805    | 40.95%    | 14,915    | 56.53% | 26                          | 0.10%                       | 638     | 2.42% | 26,384    |        |
| Tepetlaoxtoc                | 5,592     | 41.46%    | 7,625     | 56.54% | 10                          | 0.07%                       | 260     | 1.93% | 13,487    |        |
| Tepetlixpa                  | 2,574     | 34.26%    | 4,763     | 63.41% | 4                           | 0.05%                       | 171     | 2.28% | 7,512     |        |
| Tepotzotlán                 | 13,137    | 39.15%    | 19,664    | 58.60% | 32                          | 0.09%                       | 724     | 2.16% | 33,557    |        |
| Tequixquiac                 | 5,619     | 36.24%    | 9,449     | 60.93% | 16                          | 0.10%                       | 423     | 2.73% | 15,507    |        |
| Texcaltitlán                | 4,645     | 50.62%    | 4,238     | 46.18% | 3                           | 0.03%                       | 291     | 2.17% | 9,177     |        |
| Texcalyacac                 | 1,040     | 33.67%    | 1,993     | 64.52% | 1                           | 0.03%                       | 55      | 1.78% | 3,089     |        |
| Texcoco                     | 46,291    | 43.87%    | 56,436    | 53.49% | 117                         | 0.11%                       | 2,669   | 2.53% | 105,513   |        |
| Tezoyuca                    | 8,948     | 51.99%    | 7,867     | 45.71% | 21                          | 0.12%                       | 376     | 2.18% | 17,212    |        |
| Tianguistenco               | 13,605    | 37.41%    | 21,617    | 59.45% | 23                          | 0.06%                       | 1,119   | 3.08% | 36,364    |        |
| Timilpan                    | 5,602     | 51.58%    | 4,971     | 45.78% | 5                           | 0.05%                       | 281     | 2.59% | 10,859    |        |
| Tlalmanalco                 | 7,434     | 37.11%    | 12,041    | 60.10% | 13                          | 0.06%                       | 546     | 2.73% | 20,034    |        |
| Tlalnepantla de Baz         | 152,272   | 53.25%    | 126,545   | 44.25% | 293                         | 0.10%                       | 6,846   | 2.40% | 285,956   |        |
| Tlatlaya                    | 4,298     | 25.76%    | 12,121    | 72.65% | 11                          | 0.07%                       | 253     | 1.52% | 16,683    |        |
| Toluca                      | 208,284   | 50.08%    | 196,825   | 47.32% | 370                         | 0.09%                       | 10,460  | 2.51% | 415,939   |        |
| Tonatico                    | 3,472     | 51.55%    | 3,112     | 46.21% | 2                           | 0.03%                       | 149     | 2.21% | 6,735     |        |
| Tultepec                    | 21,821    | 35.01%    | 38,841    | 62.32% | 62                          | 0.10%                       | 1,597   | 2.56% | 62,321    |        |
| Tultitlán                   | 64,694    | 36.78%    | 106,454   | 60.52% | 205                         | 0.11%                       | 4,550   | 2.59% | 175,903   |        |
| Valle de Bravo              | 16,869    | 49.58%    | 16,210    | 47.65% | 23                          | 0.07%                       | 918     | 2.70% | 34,020    |        |
| Villa de Allende            | 12,204    | 56.16%    | 8,884     | 40.88% | 10                          | 0.05%                       | 633     | 2.91% | 21,731    |        |
| Villa Guerrero              | 11,333    | 51.02%    | 9,987     | 44.96% | 19                          | 0.09%                       | 873     | 3.93% | 22,212    |        |
| Villa del Carbón            | 12,071    | 51.96%    | 10,557    | 45.44% | 7                           | 0.03%                       | 598     | 2.57% | 23,233    |        |
| Villa Victoria              | 24,960    | 53.46%    | 19,928    | 42.68% | 320                         | 0.69%                       | 1,482   | 3.17% | 46,690    |        |
| Xonacatlán                  | 10,765    | 42.16%    | 14,144    | 55.40% | 17                          | 0.07%                       | 606     | 2.37% | 25,532    |        |
| Zacazonapan                 | 962       | 35.47%    | 1,688     | 62.24% | 1                           | 0.04%                       | 61      | 2.25% | 2,712     |        |
| Zacualpan                   | 2,213     | 32.77%    | 4,357     | 64.51% | 3                           | 0.04%                       | 181     | 2.68% | 6,754     |        |
| Zinacantepec                | 42,444    | 48.66%    | 42,095    | 48.23% | 78                          | 0.09%                       | 2,667   | 3.05% | 87,284    |        |
| Zumpahuacán                 | 2,612     | 39.29%    | 3,794     | 57.07% | 3                           | 0.05%                       | 239     | 3.59% | 6,648     |        |
| Zumpango                    | 26,425    | 41.49%    | 35,659    | 56.00% | 57                          | 0.09%                       | 1,541   | 2.42% | 63,682    |        |
| Valle de Chalco Solidaridad | 42,824    | 35.78%    | 72,914    | 60.92% | 111                         | 0.09%                       | 3,835   | 3.20% | 119,684   |        |
| Luvianos                    | 5,731     | 43.91%    | 6,953     | 53.28% | 5                           | 0.04%                       | 362     | 2.77% | 13,051    |        |
| San José del Rincón         | 20,283    | 55.67%    | 14,707    | 40.37% | 11                          | 0.03%                       | 1,432   | 3.93% | 36,433    |        |
| Tonanitla                   | 2,240     | 42.89%    | 2,872     | 55.00% | 5                           | 0.10%                       | 105     | 2.01% | 5,222     |        |
| Total                       | 2,838,815 | 44.53%    | 3,360,589 | 52.71% | 9,144                       | 0.14%                       | 167,215 | 2.62% | 6,375,763 |        |